# Jean-Michel Matz
Pour les articles homonymes, voir Matz (homonymie).
 (mars 2021).
La mise en forme du texte ne suit pas les recommandations de Wikipédia : il faut le « wikifier ».
Les points d'amélioration suivants sont les cas les plus fréquents :
- Les titres sont pré-formatés par le logiciel. Ils ne sont ni en capitales, ni en gras.
- Le texte ne doit pas être écrit en capitales (les noms de famille non plus), ni en gras, ni en italique, ni en « petit »…
- Le gras n'est utilisé que pour surligner le titre de l'article dans l'introduction, une seule fois.
- L'italique est rarement utilisé : mots en langue étrangère, titres d'œuvres, noms de bateaux, etc.
- Les citations ne sont pas en italique mais en corps de texte normal. Elles sont entourées par des guillemets français : « et ».
- Les listes à puces sont à éviter, des paragraphes rédigés étant largement préférés. Les tableaux sont à réserver à la présentation de données structurées (résultats, etc.).
- Les appels de note de bas de page (petits chiffres en exposant, introduits par l'outil «  Source ») sont à placer entre la fin de phrase et le point final[comme ça].
- Les liens internes (vers d'autres articles de Wikipédia) sont à choisir avec parcimonie. Créez des liens vers des articles approfondissant le sujet. Les termes génériques sans rapport avec le sujet sont à éviter, ainsi que les répétitions de liens vers un même terme.
- Les liens externes sont à placer uniquement dans une section « Liens externes », à la fin de l'article. Ces liens sont à choisir avec parcimonie suivant les règles définies. Si un lien sert de source à l'article, son insertion dans le texte est à faire par les notes de bas de page.
- La présentation des références doit suivre les conventions bibliographiques. Il est recommandé d'utiliser les modèles {{Ouvrage}}, {{Chapitre}}, {{Article}}, {{Lien web}} et/ou {{Bibliographie}}. Le mode d'édition visuel peut mettre en forme automatiquement les références.
- Insérer une infobox (cadre d'informations à droite) n'est pas obligatoire pour parachever la mise en page.

Pour une aide détaillée, merci de consulter Aide:Wikification.
Si vous pensez que ces points ont été résolus, vous pouvez retirer ce bandeau et améliorer la mise en forme d'un autre article.
Jean-Michel Matz est un historien français, professeur d’Histoire du Moyen Âge à l’Université d’Angers, spécialiste d’histoire religieuse. Il est né à Strasbourg le 8 janvier 1963 et mort à Avrillé (Maine-et-Loire) le 7 mars 2020,.

## Biographie

### Formation
Jean-Michel Matz est agrégé d’histoire en 1986-1994, professeur d’histoire géographie en 1987. Il mène une thèse d’histoire du Moyen Âge sous la direction d’André Vauchez à Paris X-Nanterre et la soutient le 15 décembre 1993 (Les miracles de l’évêque Jean Michel et le culte des saints dans le diocèse d’Angers (v. 1370-v. 1560), en trois volumes – le tome 3 comporte l’édition critique des Gesta et miracula reverendissimi Johannis Michaelis Andegavorum episcopi). C’est aussi à l’Université de Paris X-Nanterre qu’il présente son Habilitation à diriger les recherches en 2003, avec comme mémoire une édition de la vie de Véronique de Binasco : L’hagiographie en traduction, la vie en français de la Bienheureuse Véronique de Binasco († 1497), t. 1, Introduction historique, t. 2, Édition critique, ainsi qu’un recueil de travaux en deux volumes intitulé Institution ecclésiale, culture et société entre Moyen Âge et première modernité autour du diocèse d’Angers (XIVe - début XVIe siècles).

### Enseignant et chercheur
Après avoir été chargé de cours à l’université d'Angers durant la préparation de sa thèse, il y devient maître de conférences (1994) puis professeur (2004) en histoire du Moyen Âge. Entre 2008 et 2016, il dirige le laboratoire CERHIO, site d’Angers (Centre de Recherches Historiques de l’Ouest, commun aux Universités d’Angers, Le Mans, Lorient et Rennes II), reconfiguré depuis en UMR 9016 TEMOS (Temps Mondes, Sociétés). Il pilote également la collection des Fasti Ecclesiæ Gallicanæ aux éditions Brepols (Turnhout) à partir de 2012 et préside de 2012 à 2017 le comité de direction de l’équipe de ces mêmes Fasti qui se consacrent à la constitution d’un répertoire prosopographique des évêques, dignitaires et chanoines des diocèses de la France dans ses frontières actuelles, entre 1200 et 1500. Il est membre associé de l’UMR LEM-CERCOR en 2017 et Membre de l’Institut européen en sciences des religions (IESR, EPHE).

## La recherche

### L’hagiographie médiévale
Jean-Michel Matz débute comme spécialiste d’hagiographie du Moyen Âge tardif (XIIIe - début XVIe siècle), du culte des saints et de l’anthropologie du miracle. Il effectue de nombreux travaux sur l’histoire religieuse des derniers siècles du Moyen Âge, l’histoire sociale et culturelle des évêques et de la sainteté épiscopale (XVe siècle - début XVIe siècle) et des milieux canoniaux. Il s’attache aux institutions ecclésiastiques, à l’économie ecclésiale et au clergé des cités épiscopales de la province de Tours (XIIe - début XVIe siècle), en particulier les évêques, les chanoines des chapitres cathédraux, le clergé paroissial et les ordres mendiants. Il ménage une attention spéciale aux bibliothèques capitulaires, à l’histoire du livre manuscrit et des bibliothèques ecclésiastiques à partir des manuscrits conservés et des inventaires de bibliothèques institutionnelles et privées entre le XIe et le début du XVIe siècle. Sa formation universitaire le place tout d’abord au sein d’un réseau proche d’André Vauchez, duquel il apprend la dimension anthropologique du discours hagiographique et la force structurante des ordres mendiants dans les sociétés du Moyen Âge finissant. Ses principales collaborations collectives concernent l’histoire des deux maisons princières d’Anjou-Provence-Sicile et les Fasti Ecclesiæ Gallicanæ.

### LesFasti Ecclesiae Gallicanae
Sous la conduite d’Hélène Millet, il s’engage dans une collaboration avec le groupe de recherches Fasti Ecclesiæ Gallicanæ dès avant sa soutenance de thèse en 1993. Il entreprend de traiter le futur volume du diocèse d’Angers, un projet qui aboutit en 2003. Il devient directeur de la collection aux Éditions Brepols et superviseur de la base de données correspondante jusqu’à sa disparition.

### Les études angevines
Jean-Michel Matz devient aussi un spécialiste de l’histoire comparée des territoires contrôlées par les deux maisons d’Anjou-Provence-Sicile. Le colloque d’Angers tenu les 3-6 juin 1998 sur « La noblesse dans les territoires angevins à la fin du Moyen Âge » marque pour sa carrière un tournant fondateur. Il en est l’un des artisans. Désormais, il s’implique dans le renouveau des études angevines, à l’échelle internationale. Il organise à son tour, avec Marie-Madeleine de Cevins, le colloque angevin suivant, sur un thème qui lui est cher, « Formation intellectuelle et culture du clergé dans les territoires angevins », les 15-16 novembre 2002.

#### Le programme EUROPANGE
Il se rallie tout naturellement au programme EUROPANGE, financé par l’Agence nationale de la recherche et portant sur « Les processus de rassemblements politiques et piloté par Thierry Pécout. L’exemple de l’Europe angevine (XIIIe – XVe siècle) », entre 2014 et 2018, aux côtés d’une vingtaine de chercheurs de France, Italie, Hongrie et Canada. En coopération avec des collègues informaticiennes, il collabore ainsi à la mise en œuvre d’une base de données prosopographique sur les officiers centraux et locaux des divers territoires angevins (Prosopange, UMR LIRIS de l’INSA de Lyon) et assume les responsabilité et coordination scientifiques des recherches portant sur l’Anjou, le Maine et la Lorraine. Il participe à la plupart des cinq colloques internationaux qui ont ponctué ce programme (Bergame 2013, Naples-Capoue 2014, Angers 2015, Saint-Étienne 2016, Rome 2017) et organise puis publie celui d’Angers en novembre 2015. Son ouvrage sur L’Anjou des princes, écrit avec Noël-Yves Tonnerre, est primé par l’Académie des inscriptions et belles-lettres en 2018. Sa dernière œuvre scientifique d’ampleur est l’édition commentée du Journal de Jean Le Fèvre, le chancelier du roi et de la reine de Sicile, avec Michel Hébert.

#### Les collaborations internationales
Les nombreuses collaborations scientifiques de Jean-Michel le portent principalement vers l’Italie et la Hongrie, avec lesquelles son université a fondé des liens durables, en particulier les universités de Pécs et de Salerno. Il entretient également avec les Universités d’Aix-Marseille et de Lorraine des relations scientifiques nourries, ponctuées par les « colloques angevins » dont il est ainsi l’un des plus ardents promoteurs. Il demeure également une référence pour tous les chercheurs et conservateurs travaillant sur la France de l’Ouest au Moyen Âge. En Anjou et Maine et au-delà, il a noué les contacts les plus étroits avec les collègues du patrimoine, de l’archéologie, des bibliothèques et des archives. Depuis 2017, il s’investit dans le montage du dossier de candidature à l’inscription de la Tapisserie de l’Apocalypse au registre « Mémoire du monde » de l’UNESCO. Les expositions auxquelles il a participé comme commissaire tout comme ses nombreuses conférences auprès du public attestent le soin qu’il apporte à la diffusion des savoirs et à ce type d’échanges.

## Les sociétés savantes
Jean-Michel Matz s’implique également dans plusieurs sociétés savantes. Il est l’un des piliers de l’association Mémoire des princes angevins, fondée en 1999 et éditant la revue annuelle du même nom, devenue publication électronique depuis 2017. Il est membre du conseil d’administration de l’Association des Amis des archives d’Anjou (Les 4A). Lorsque les Fasti Ecclesiæ Gallicanæ deviennent une association en 2019, il intègre son bureau en qualité de vice-président. Il est membre de la Société d’histoire religieuse de la France qui publie la Revue d’histoire de l’Église de France.

## Publications
Les travaux de Jean-Michel Matz sont inventoriés dans :
- L‘œuvre scientifique de Jean-Michel Matz : https://fasti.huma-num.fr/fr/bibliographie-jean-michel-matz
- Archives ouvertes en sciences de l'homme et de la société : https://halshs.archives-ouvertes.fr/search/index/q/*/authFullName_s/Jean-Michel+Matz
- Regesta Imperii : http://opac.regesta-imperii.de/lang_en/autoren.php?name=Matz%2C+Jean-Michel
- IdRef : https://www.idref.fr/057785686